# 滝沢久美子
滝沢 久美子（たきざわ くみこ、1952年8月21日 - 2022年6月11日）は、日本の女性声優。81プロデュース所属。東京都出身。既婚。

## 来歴
芝居好きの両親のもと、3人兄妹の末っ子として育つ。滝沢自身も芝居が好きで、新国劇や松竹新喜劇が東京に来たときは、欠かさず見に行っていた。女優の宮城まり子が出演した舞台を観劇し、当時小学校低学年だったにもかかわらず、その演技の素晴らしさに感動して泣いた。
子供の頃は周囲に心配されるほどの引っ込み思案な性格だったが、中学生の頃に「自分を変えたい」と演劇部に入部する。最初は道具作りの進行報告すらできなかったが、舞台で脇役を演じるようになり、高校ではシェークスピア劇などの出演を経て、「人前で堂々とスピーチをして、校内の評議会委員長に選出されてしまうほど」になったという。
品川高等学校（現：品川女子学院高等部）を卒業後、専門学校に通っていたが東放学園の声優募集を見つけ、「演劇部の延長のような気持ち」で応募した。1年間学んだ後、先生の紹介で劇団ぐるーぷえいとに所属する。芝居をたたき込まれて、舞台に立つようになる。ぐるーぷえいとには7年近く在籍した。同時に声優業も行い、『風船少女テンプルちゃん』では主演を務めたが、その時点ではまだ声優になるつもりはなかった。しかし続けていくうちに、「声の仕事の奥深さ」に気づいたという。
その後、ぷろだくしょんバオバブを経て、81プロデュース所属となった。
2022年6月11日、心臓麻痺のため死去。訃報は6月20日に公表された。69歳だった。

## 人物
声種はソプラノ。
アニメデビュー当時はかわいらしい声を出していたが、1997年時点では母親役、姐御的な役で知られていた。
特技は料理、絵画。趣味は旅行、ガーデニング。
声優になっていなかったら珠算塾の先生かアルバイトをしながら、旅行を重ねていたと語る。

## 後任
| 後任     | 役名                 | 概要作品          | 後任の初担当作品          |
| -------- | -------------------- | ----------------- | ------------------------- |
| 戸田恵子 | リーガン・マクニール | 『エクソシスト2』 | 『エクソシスト 信じる者』 |

## 出演
太字はメインキャラクター。

### テレビアニメ
1977年
- 一発貫太くん（サチコ、みよ子、ミイ子）
- 風船少女テンプルちゃん（テンプル）
- 野球狂の詩（さちこ）
- ヤッターマン（1977年 - 1979年、グーコ、チョキコ、パーコ、モック下田、ギルダ、子パンダ 他）
- 恐竜大戦争アイゼンボーグ（カズミ）

1979年
- アニメーション紀行 マルコ・ポーロの冒険（カイ、チェンヨ、シータ）
- サイボーグ009（1979年版）（フィノス）
- ザ☆ウルトラマン（1979年 - 1980年、アミア）
- ゼンダマン（1979年 - 1980年、さくらちゃん）
- 花の子ルンルン
- 未来ロボ ダルタニアス（あやめ）
- 科学忍者隊ガッチャマンII（女の子）

1980年
- 宇宙戦士バルディオス（リスル）
- 宇宙大帝ゴッドシグマ（1980年 - 1981年、春日理恵）
- タイムパトロール隊オタスケマン（ジュン）
- 太陽の使者 鉄人28号（敷島牧子）
- 鉄腕アトム (アニメ第2作)（1980年 - 1981年、ケンイチ、ノリコ、ルミー）
- とんでも戦士ムテキング（ミカ、ミキ）
- ニルスのふしぎな旅（1980年 - 1981年、仔リス、仔ウサギA、ダンフィン、メンドリ、女の子 他）
- フウムーン（ココア）
- ムーの白鯨（女の子）
- ルパン三世 (TV第2シリーズ)

1981年
- 家族ロビンソン漂流記 ふしぎな島のフローネ（マリー・アントワネット）
- 最強ロボ ダイオージャ（サーシャ、エレナ）
- 忍者ハットリくん
- まいっちんぐマチコ先生（まどか）
- ヤットデタマン（ソーニア、マリー）

1982年
- 一ッ星家のウルトラ婆さん（ケメコ）
- 怪物くん
- ゲームセンターあらし（看護婦）
- スペースコブラ（1982年 - 1983年）
- 太陽の子エステバン（ローダ）
- ダッシュ勝平（坂本勝子）
- 手塚治虫のドン・ドラキュラ（つかさ）
- 魔法のプリンセス ミンキーモモ（リリー）
- 六神合体ゴッドマーズ（ルイ）

1983年
- 銀河漂流バイファム（1983年 - 1998年、ルチーナ・プレシェット、ケイト・ハザウェイ） - 2シリーズ
- 超時空世紀オーガス（シャイア）
- 未来警察ウラシマン（少女）
- レディジョージィ（ソフィア）
- パーマン（婦人客、みゆき、先生）
- パソコントラベル探偵団（エルダ〈ロトの妻〉）

1984年
- アタッカーYOU!（田島カナ子）
- OKAWARI-BOY スターザンS（マザー、ジュンの母、陽子）
- ガラスの仮面（昭和版）（水城冴子）
- キャッツ♥アイ（母親）
- ゴッドマジンガー（ヨナメ）
- 特装機兵ドルバック（母）
- 牧場の少女カトリ（ロッタ）
- 森のトントたち

1985年
- 星銃士ビスマルク（メアリー）
- 小公女セーラ（ラビニアの母）
- 超力ロボ ガラット（時代院咲子、トシガース）
- 名探偵ホームズ（アミリー、アリーン）

1986年
- 宇宙船サジタリウス（ルナ王女）
- 青春アニメ全集（マドンナ、侍女）
- 光の伝説（教師）

1987年
- 赤い光弾ジリオン（フランソワーズ、ソラール）
- アニメ三銃士
- ミスター味っ子（1987年 - 1989年、江川洋子）

1988年
- いきなりダゴン（マリリン）
- 新グリム名作劇場（奥様狐）
- 超音戦士ボーグマン（ブロッサム）
- ホワッツマイケル（加世子の祖母）
- 夢見るトッポ・ジージョ（アンナ）

1989年
- アイドル伝説えり子（1989年 - 1990年、ナレーション、美奈子）
- おそ松くん（チビ太の母）
- 昆虫物語 みなしごハッチ（クロオオアリの女王）
- 天空戦記シュラト（日高桐子）
- 魔動王グランゾート（1989年 - 1990年、女の声、スナービ、ヒルダの母、サユリ）
- レスラー軍団〈銀河編〉 聖戦士ロビンJr.（太妖妃・G羅）

1990年
- カラス天狗カブト（鬼女郎）
- ジャングル大帝（新）（婦人）
- たいむとらぶるトンデケマン!（ジョセフィーヌ）
- ふしぎの海のナディア（グランディス、ガーゴイルの秘書）
- 魔神英雄伝ワタル2（ハテナ）
- 魔法のエンジェルスイートミント（王妃様、イアン、マギー）
- 三つ目がとおる（天人鳥）
- 桃太郎伝説 PEACHBOY LEGEND（巴午前）

1991年
- おれは直角（石垣香苗）
- OH!MYコンブ（鼻高子）
- それいけ!アンパンマン（ペンさきどり）
- 丸出だめ夫（丸出夢代、魔法使い）

1992年
- あしたへフリーキック（ヨーコ・セバスチャン）
- 大草原の小さな天使 ブッシュベイビー（ペニー・ローズ）
- ファンタジーアドベンチャー 長靴をはいた猫の冒険（アリス）
- ボーイフレンド（可奈子の母）
- 幽☆遊☆白書（蔵馬の母）
- クッキングパパ（礼子）

1994年
- 覇王大系リューナイト（ジェノバ）

1995年
- 愛天使伝説ウェディングピーチ（珠野明美）
- H2（比呂の母）
- 恐竜冒険記ジュラトリッパー（紅の爪）
- NINKU -忍空-（山吹）
- モジャ公（ピテカンの母）

1996年
- 家なき子レミ（イヴォンヌ）
- 快傑ゾロ（カタリナ）

1998年
- 吸血姫美夕（矢口紀江）
- MASTERキートン（イリアの母）

1999年
- おジャ魔女どれみ（1999年 - 2002年、麗子の母） - 2シリーズ
- 魔法使いTai!（沢野口佐知子）

2000年
- 学校の怪談（ハジメの母）

2002年
- 十二国記（楽俊の母）
- 東京ミュウミュウ（伊集院夫人）

2003年
- 明日のナージャ（アラン、ジャンの母、園長）
- 京極夏彦 巷説百物語（奥方）
- FIRESTORM（ナギサの母）

2004年
- アガサ・クリスティーの名探偵ポワロとマープル（ラヴィニア・スキナー）
- MONSTER（アイシェ）

2005年
- ガラスの仮面（平成版）（山崎竜子）
- 地獄少女（紅翠）

2006年
- ハチミツとクローバーII（妻）

2007年
- ゴーストハント（五十嵐）
- しゅごキャラ!（ばあや）
- 逮捕しちゃうぞ フルスロットル（宇多村の妻）
- BLEACH（へいたの母）

2008年
- ケロロ軍曹（八八十の母）
- ゴルゴ13（老婆）
- シゴフミ（葛西家の母）
- 全力ウサギ（患者）
- D.Gray-man（婦長）
- テレパシー少女 蘭（翠の祖母）
- 隠の王（祖母、直子）

2009年
- こばと。（おばあちゃん）

2010年
- 夢色パティシエール（アヌーク）

2011年
- 銀魂 シリーズ（2011年 - 2016年、光子、定食屋のおばちゃん） - 2シリーズ
- SKET DANCE（義母）
- ゆかいなみつばちファミリー
- へうげもの（おりき）

2012年
- たまごっち! ゆめキラドリーム（占いのおばあさん）

2013年
- 名探偵コナン（笹本秀子）

2017年
- クレヨンしんちゃん（初老の女性）

2018年
- 銀河英雄伝説 Die Neue These 邂逅（コーネリア・ウィンザー）

2021年
- 古見さんは、コミュ症です。（2021年 - 2022年、古見結子） - 2シリーズ

2022年
- 妖怪ウォッチ♪（おばあちゃん）

2023年
- アイドルマスター ミリオンライブ！（おばあちゃん）

### 劇場アニメ
1980年
- ゼンダマン ピラミッドの謎の箱だよ!ゼンダマン（さくらちゃん / ゼンダマン2号）
- まことちゃん

1982年
- オズの魔法使い（南の魔女）
- 機動戦士ガンダムIII めぐりあい宇宙編（侍女）
- テクノポリス21C（風吹エレナ）

1983年
- うる星やつら オンリー・ユー
- ゴルゴ13（エミリー）

1986年
- 魔物語 愛しのベティ（ベティ・バレンタイン）

1989年
- おそ松くん スイカの星からこんにちはザンス!（トト子の母）

1991年
- ふしぎの海のナディア 劇場用オリジナル版（グランディス・グランバァ）
- 老人Z（キャスター）

1994年
- ライヤンツーリーのうた（北畠シゲ）

2007年
- 大ちゃん、だいすき。（節子）

### OVA
1984年
- 銀河漂流バイファム カチュアからの便り（ケイト・ハザウェイ、ルチーナ・プレシェット）
- 銀河漂流バイファム 集まった13人（ルチーナ・プレシェット）

1985年
- エリア88（ジュリオラ）
- 銀河漂流バイファム 消えた12人（ルチーナ・プレシェット）
- 銀河漂流バイファム“ケイトの記憶”涙の奪回作戦!!（ルチーナ・プレシェット、ケイト・ハザウェイ）
- ドリームハンター麗夢（美雪の母）

1987年
- スクーパーズ（助手）
- トワイライトQ 時の結び目 REFLECTION（母）
- ロボットカーニバル「プレゼンス」（小型メカの声、娘〈結婚後〉）
- 笑う標的（譲の母）

1988年
- 神州魑魅変（面影太夫）

1989年
- 寒月一凍悪霊斬り（紅、千鳥）

1990年
- 新カラテ地獄変（ロッセルの妻）
- 魔動王グランゾート 最後のマジカル大戦（サユリ）

1991年
- 江口寿史の寿五郎ショウ（下品な妻）

1993年
- タイムボカン王道復古（おハナ）

1994年
- THE レイプマン（女将〈由香の母〉）
- 新・キューティーハニー（パンサーゾラ）

1995年
- GOLDEN BOY さすらいのお勉強野郎（上役B）

1997年
- 銀河英雄伝説（ラングの妻）
- ヴァンパイアハンター（リンリン・レイレイの母）

### Webアニメ
- ポケモンジェネレーションズ（2017年、重役）

### ゲーム
1992年
- ふしぎの海のナディア（グランディス・グランバァ） - PCエンジン版

1993年
- イースIV The Dawn of Ys（バミー）
- 聖魔伝説3×3EYES（黄舜麗）

1995年
- 空想科学世界ガリバーボーイ（ハレルヤ） - PCエンジン版 / セガサターン版

1997年
- 同級生2（永島佐知子） - セガサターン版 / PlayStation版

2000年
- アリス イン ナイトメア

2005年
- ふしぎの海のナディア〜Inherit the Bluewater〜（グランディス）

2008年
- スーパーロボット大戦Z（シャイア・トーブ）

2012年
- 第2次スーパーロボット大戦Z 再世篇（アンブローン・ジウス）

2018年
- スーパーロボット大戦X（グランディス・グランバァ）
- Marvel's SPIDER-MAN（メイ・パーカー）

### ラジオ
- キャッツ♥アイ（ラジオドラマ）（来生泪）

### CD
- THE IDOLM@STER MILLION THE@TER WAVE 09 Fleuranges（おばあさん）
- 蒼のマハラジャ（エヴリン）
- 銀河漂流バイファム 「金曜劇場」 ジェイナス愛の航海日誌…気分はもう主役（ルチーナ・プレシェット）
- タイムパトロール隊オタスケマン 歌と音楽集（ゼンダマン2号、お見合いダック）
- タイムボカン ソングセレクション（さくらちゃん）
- 20面相におねがい!!ドラマCD「恋ほど素敵なミュージカルはない」（ママA）
- 人間倶楽部（忍の母）
- BASTARD!! -暗黒の破壊神- 外伝 四天王邂逅篇 巻之一（ゴブリン・プリンセス）
- 魔神英雄伝ワタル2 虎王夢物語（鬼女）
- マリア様がみてるドラマCD「チェリーブロッサム」（二条菫子）

### 吹き替え

#### 担当女優
レネ・ルッソ
- ベスト・バディ（スージー）
- マーベル・シネマティック・ユニバース（フリッガ）
  - マイティ・ソー
  - マイティ・ソー/ダーク・ワールド
  - アベンジャーズ/エンドゲーム

#### 映画
- アーノルド・シュワルツェネッガーのSF超人ヘラクレス（ヘレン）
- アイス・プリンセス
- アイランド（ベス）
- 赤い殺意（ベス・フレイン〈フェイ・グラント〉）
- インディ・ジョーンズ/最後の聖戦（ドノヴァン夫人）※フジテレビ版
- ウィロー（カーヤ〈ジュリー・ピータース〉）※ソフト版
- 永遠のアフリカ（フランカ〈エヴァ・マリー・セイント〉）
- エイリアン2（ニュート〈キャリー・ヘン〉）※TBS版
- エクスタミネーター（キャンディ〈シンディ・ウィルクス〉）※テレビ東京版
- エクソシスト2（リーガン・マクニール〈リンダ・ブレア〉）
- SF/ボディ・スナッチャー（ナンシー・ベリセック〈ヴェロニカ・カートライト〉）
- オールウェイズ（ドリンダ〈ホリー・ハンター〉）※DVD・VHS版
- カサノバ（マルコリーナ〈クララ・アルグランティ〉）
- カンフーキッド/好小子（マダム）
- ガンマン大連合（ローラ）
- キャノンボール3 新しき挑戦者たち（リー・ロバーツ）※VHS版
- 禁断のインモラル/魔性に彩られた処女喪失の館（ローザ〈ラウラ・アントネッリ〉）
- クライング・ゲーム（ジュード〈ミランダ・リチャードソン〉）
- グレート・ウォリアーズ/欲望の剣（ポーリー）
- グレムリン（ギズモ（モグワイ）〈ホーウィー・マンデル〉）
- グレムリン2 新・種・誕・生（ギズモ（モグワイ）〈ホーウィー・マンデル〉）
- 恋人たちの予感（アリス）※ソフト版
- コックと泥棒、その妻と愛人（ジョジーナ・スピカ〈ヘレン・ミレン〉）
- コニー&カーラ（デビー・レイノルズ）
- 再会の街/ブライトライツ・ビッグシティ（ミーガン〈スージー・カーツ〉）※VHS版
- 再来!キョンシーズ（玉姫）
- シエラ・バージェスはルーザー（トムソン先生〈ロレッタ・デヴァイン〉）
- シャーキーズ・マシーン（ティファニー）
- ジャイアント・ベビー（ダイアン・サリンスキー〈マーシャ・ストラスマン〉）※ソフト版
- 13日の金曜日 PART2（アリス〈エイドリアン・キング〉）※日本テレビ版
- 勝利への脱出
- スーパーマリオ 魔界帝国の女神（ダニエラ・ポリーン・ベルダッチ〈ダナ・カミンスキー〉）※ソフト版
- 砂の城・人妻マーガレットの場合（アリアン・ヘラー）
- スプラッシュ ※フジテレビ版
- S.F.W. メディアへの銃弾（ジャネット・ストリーター）
- ゾディアック
- タービュランス2（ヘイゼル）
- ターミネーター（ナンシー）※VHS版
- 007シリーズ
  - 007/黄金銃を持つ男（グッドナイト〈ブリット・エクランド〉）※TBS版
  - 007/ムーンレイカー（受付嬢）※TBS版
  - 007/消されたライセンス（マネーペニー〈キャロライン・ブリス〉）※VHS版
- チャイルド・プレイ（マギー・ピーターソン）
- ディア・ハンター（アクセルの女性）
- デスロック/戦略ガス兵器を追え!（娼婦）
- デッドコースター（ノラ・カーペンター〈リンダ・ボイド〉）※テレビ東京版
- 天と地（マダム・リアン〈ヴィヴィアン・ウー〉）
- 逃亡者
- ドクターズ・アカデミー 全員暴走中!（リズ・パーカー〈ジュリー・ハガティ〉）
- トム・ソーヤーの大冒険（ポリーおばさん）※ソフト版
- ドラグネット 正義一直線
- ドラゴン/ブルース・リー物語（グッシー・ヤン〈ナンシー・クワン〉）※ソフト版
- ドリームチャイルド（リデル夫人〈ジェーン・アッシャー〉）※テレビ朝日版
- 永遠のワルツ/白い犬とワルツを（キャリー）
- ハード・トゥ・キル（フェリシア・ストーム）※ソフト版
- ハウスメイド（ビョンシク〈ユン・ヨジョン〉）
- 裸足の1500マイル
- 800万の死にざま
- 張り込みプラス（パム・オハラ〈マーシャ・ストラスマン〉）※ソフト版
- 陽のあたる街角（エブリン）
- 108時間（アルマ〈ベレン・ルエダ〉）
- ピラニア（スージー・グローガン）
- ビルとテッドの地獄旅行（ミッシー）※ソフト版
- プール（カーラ）
- フィラデルフィア・エクスペリメント（ドリス）※テレビ朝日版
- 不思議の国のアリス（料理女〈パッツィ・ローランズ〉）
- フライトプラン
- フル・モンティ
- ブロードキャスト・ニュース（ジェニファー・マック〈ロイス・チャイルズ〉）
- 星の王子 ニューヨークへ行く（イマニ・イジ〈ヴァネッサ・ベル・キャロウェイ〉）※フジテレビ版
- マイ・ビッグ・ファット・ウェディング（ハリエット・ミラー）
- マイホーム・コマンドー（ジェニー・ウィルコックス〈シェリー・デュヴァル〉）
- マスター・オブ・リアル・カンフー 大地無限2（ダイアナ〈シベール・フー〉）※VHS版
- マッド・ラブ（マーガレット・ロバーツ〈ジョアン・アレン〉）
- マネー・ピット（マリカ）※TBS版
- 真夜中の処刑ゲーム（マギー）
- ミクロキッズ3（ダイアン・サリンスキー〈イヴ・ゴードン〉）
- MR.デスティニー（エレン・バロウズ〈リンダ・ハミルトン〉）
- ミッション（カルロッタ）
- ミッション:インポッシブル（サラ・デイヴィス〈クリスティン・スコット・トーマス〉）※ソフト版
- 無防備都市 ※NHK版
- メリーに首ったけ（シーラ・ジェンセン）
- 燃えよドラゴン（タニア）※TBS版
- 48時間PART2/帰って来たふたり ※ソフト版
- ロッキー2（メリー・アン）
- ロッキー・ホラー・ショー（コロンビア）
- ロボコップ（エレン・マーフィ）※テレビ朝日版

#### ドラマ
- インディ・ジョーンズ/若き日の大冒険
- L.A.ロー 七人の弁護士（アン・ケルシー〈ジル・アイケンベリー〉）
- オーメン（アン・ラトリッジ〈バーバラ・ハーシー〉）
- がんばれ!ベアーズ シーズン1 #11（サマンサ）
- グレイズ・アナトミー 恋の解剖学（エリス・グレイ〈ケイト・バートン〉）
- ケース・センシティブ 静かなる殺人
- 刑事コロンボ ロンドンの傘（リリアン・スタンホープ〈オナー・ブラックマン〉）※完全版追加収録部分
- コールドケース 迷宮事件簿（ヘレン・マコーミック〈エイドリアン・バーボー〉）
- 三国志演義（甘夫人、董貴妃）※NHK-BS2版
- シャーロック・ホームズの冒険 悪魔の足（ブレンダ・トレゲニス）
- セサミストリート危機一髪（キャシー・リー・ギフォード）※スペシャル版
- 特捜刑事マイアミ・バイス シーズン3 #10 （警官）
- ナイトライダー
  - シーズン1 #17 （シャリーン・ハノーバー〈リン・トッピング〉）
  - シーズン2 #7 （ノーラ・レイバーン〈エンジェル・トンプキンス〉）
  - シーズン3 #3 （スティシー・コートニー〈ダニー・ドゥースティ〉）
  - シーズン3 #8 （マリッサ）
  - シーズン3 #19 （モニカ・ブラウン〈サンドラ・クロンメイヤー〉）
  - シーズン4 #16 （クローディア・トレル〈キャシー・ショアー〉）
- ハーパーズ・アイランド 惨劇の島（サラ・ミルズ）
- バビロン5（デレン〈ミラ・ファーラン〉）
- ビバリーヒルズ高校白書（ジャッキー・テイラー）
  - 新ビバリーヒルズ青春白書（ジャッキー・テイラー）
- フレンズ（ジャニス・リットマン・ゴラルニック・ネーホーゼンスティーン）
- ベイウォッチ（ジル・ライリー〈ショーン・ウェザリー〉）
- ラブ・ボート（スーザン・リッチリー、セーラ・ランバート、キャシー）

#### アニメ
- おくびょうなカーレッジくん（水溜りの魔女）
- ザ・シンプソンズ（エミリー）
- スヌーピー（第三期）（ルーシー・ヴァンペルト、マーシー）
- 天国から来たわんちゃん（ウィペット）
- バックス・バニーのぶっちぎりステージ
- ホワット・イフ...?（フリッガ）
- マスク・アニメーション（ピーンマン夫人、フランシス・フォースエイト）
- ミッキーの王子と少年（クララベル・カウ）

### テレビ番組
- おかあさんといっしょ（ワクワク）
- ホテル時間旅行 クラシックホテル憧憬 ルレ ブルゴンディシュ クライス ベルギー（タペストリーの声）

### 人形劇
- ひらけ!ポンキッキ アップルポップ（ポーナ）

### ナレーション
- NHKモーニングワイド

### ボイスオーバー
- 日立 世界・ふしぎ発見!

### 舞台
- ぐるーぷえいと公演
  - 誘拐（第二回公演・1975年） - 妹
  - ホテル・ボルティモア（第三回公演・1976年） - 女
  - 手毬の里の物語（第四回公演・1976年） - 春枝
  - わが町（第五回公演・1977年） - エミリー
  - にしん場（第六回公演・1977年） - 水江
  - 騎兵たち（第七回公演・1978年） - コジマ
  - 鼬（いたち）（第八回公演・1978年） - 村人
  - 女たちの招魂祭（第十回公演・1979年） - 若い妻

### その他コンテンツ
- アニメイトカセットコレクション やったらこうなっちゃったナディア（グランディス）
- 朝霞市博物館（展示室のナレーション）